# Leury
Leury település Franciaországban, Aisne megyében. Lakosainak száma 102 fő (2022. január 1.). Leury Chavigny, Clamecy, Crouy, Cuffies, Juvigny és Terny-Sorny községekkel határos.

## Népesség
A település népességének változása:
| Lakosok száma | 120  | 139  | 135  | 107  | 106  | 108  | 106  | 104  | 103  | 102  |
|               | 1968 | 1982 | 1990 | 2006 | 2013 | 2015 | 2017 | 2019 | 2020 | 2022 |